# 필사본
필사본(筆寫本)은 인쇄 기술에 의존하지 않고 손으로 직접 글을 써서 제작한 도서나 출판물 형태를 의미한다. 이는 활자로 책을 제작하는 활자본(활판본), 목판을 사용하는 목판본 등과는 구별되어서 실생활에 쓰인다. 인쇄술이 발명되기 이전에 자주 이용되어 왔다.

## 각 문명의 필사본

### 고대 이집트
고대 이집트 문화권에서는 파피루스에다 갈대 펜, 새 깃털 펜을 이용해서 글을 썼다. 이 문화권에서는 수서(手書)를 직업으로써 종사하는 사자생(寫字生)이 존재하였다. 파피루스 이외에 양,송아지와 같은 동물의 가죽이 주로 수서가 사용하는 재료가 되었다. 이를 통해 지금과 같은 책의 원래 형태라고 할 수 있는 책자가 나오게 되었다.

### 서양권
기독교 문화가 번성하였던 중세 시대에는 각 수도원에 사자실(寫字室)이 설치되었다. 여기서 성경류의 수서를 수행하였다. 이들은 각자 일을 분담해서 매일마디 일정한 시간 동안 성전 사본을 만들어 내었다. 이러한 제작 형태는 분업에 따라 이루어졌다. 먼저 한 사람이 가죽을 부드럽게 다듬으면, 다음 사람은 그렇게 다듬어진 가죽을 가벼운 돌로 문지른다. 이어서 세 번째 사람은 여기에 원본을 베껴 쓰고, 네 번째 사람은 두문자(頭文字)와 장식 그림을 그린다. 다섯 번째 사람은 세밀한 그림을 그리며, 여섯 번째 사람은 원본과 대조해 보고 교정을 수행한다. 마지막으로, 일곱째 사람이 제본을 함으로써 필사본의 성경이 완성되곤 했다.
중국에서부터 들여온 제지법(製紙法)이 지중해 연안 여러 나라에 전해전 후에도 필사본의 출판형식은 계속 이루어졌다. 이러한 현상은 활자인쇄본이 새롭게 나온 후에도 계속되었다.

### 동양권
고대 중국에서는 대나무를 재료로 이용한 간책(簡冊)의 원본을 종이에 옮겨 써서 책을 만드는 필사본 제작이 주로 이루어지곤 했다. 이러한 출판형식은 2세기 초 제지법이 완성되기 전까지 계속되었다. 한국에도 한자(漢字)가 전래되면서 불경의 필사본 출간 등이 이루어지곤 했다.

## 분류
학자에 따라 여러 가지로 분류되지만, 보통 고본(稿本) ·전사본(傳寫本) ·사경(寫經)으로 구분된다.

### 고본
고본(稿本), 초본(草本),  초고본(草稿本), 원고본(原稿本)은  지은이나 편집자가 처음으로 쓴 책을 주로 지칭한다. 이는 문헌, 사료로서 중요한 가치를 지니고 있다. 특히 지은이 자신이 직접 쓴 책을 '자필고본(自筆稿本) 혹은 수고본(手稿本)이라 하여 현대 역사가들이 매우 중요하게 여긴다.
고본은 상황에 따라 여러 번 수정을 거치는 상황이 있다. 이때 제일 먼저 작성된 책을 초고본(初稿本) 혹은 초초본(初草本)이라고 지칭한다. 이 초고본을 수정하면, 이는 재고본(再稿本), 중초본(重草本)이 된다. 마지막으로 여러 번 고쳐서 그 차례를 알기 쉽지 않은 경우는 개고본(改稿本), 개수본(改修本)이라고 부른다.
고본의 마지막 손질을 통해 완성된 책을 정고본(定稿本), 정초본(正草本)이라고 부른다. 이들 중 올바른 글씨체로 수정한 책을 정서고본(淨書稿本)이라 지칭한다. 한편, 목판 혹은 석판에 새기기 위해 작성된 책을 판하서(板下書)라고 부른다. 또한, 외부에 간행된 고본을 기간고본(旣刊稿本)이라 부른다. 반대로 간행이 안 된 고본은 미간고본(未刊稿本)이라고 부른다.

### 전사본
전사본(傳寫本), 전초본(傳鈔本), 이사본(移寫本)은 원본을 베껴쓴 책을 지칭한다. 고본과 비교해 볼 때 전사본은 역사적 가치는 그렇게 크지 않다. 하지만 만일 원고본, 간행본이 없을 시, 이는 매우 중요한 연구자료가 될 수 있다. 모사본(模寫本) 혹은 모본(摹本)은 전사본 중 대본만을 그대로 베껴서 쓴 책을 의미한다. 영사본(影寫本), 영초본(影鈔本)은 모사본 중에서 대본의 형태와 똑같이 해서 만든 책을 의미한다. 한편 글씨 학습을 위해 서첩(書帖)을 만들 때, 베껴서 쓴 책을 임사본(臨寫本), 임모본(臨摹本), 임본(臨本)이라고 부른다.

### 사경
사경(寫經)은 신앙의 목적으로 경문이나 그림을 그려 만든 책을 말한다. 이는 학습, 연구를 목적으로 사용하는 필사와는 구별된다.  대체적으로 백지(白紙), 감지(紺紙), 상지(橡紙)에 먹물 혹은 금, 은가루를 가지고 쓰곤 했다. 사경은 저자 한 사람이 작성한 일필경(一筆經)과 여러 사람이 작성한 각필경(各筆經)으로 구분된다.
사경(寫經)을 하는 법은 닥나무 뿌리에 향수를 뿌려 생장시키며 닥나무가 다 자란 연후에는 닥 껍질을 벗기는 자나 연마하는 자나 종이를 만드는 자나 사경을 하는 자나 표지와 변상도를 그리는 자, 경심을 만드는 자, 심부름을 하는 자 모두 보살계를 받아야 하고 재식 해야 하며, 위의 사람들이 만약 대소변을 보거나 누워 자거나 음식을 먹거나 했을 때에는 향수로 목욕을 한 연후라야 사경하는 곳에 나아갈 수 있다.— 국보 제196호 《신라 백지묵서 대방광불화엄경》사성기 일부

## 같이 보기
- 사본